# 휴매나
휴매나(Humana Inc.)(NYSE: HUM)은 1961년 설립된 미국의 의료 보험 회사이다. 본사는 켄터키주 루이빌에 있다. 의료 보험 소비자 서비스를 판매하고 운영한다. 미국 내에서 소비자 수는 1150만 명에 이른다. 2007년, 대략 시가 총액은 $130억 미국 달러에 이르며, 매출액은 $252억 달러, 미국 내 종업원 수는 2만 5천 여명이다.
휴매나는 미국 전역 및 푸에르토리코 지역에서 의료 보험 상품 및 서비스를 판매하고 있다. 서유럽에도 비즈니스 지분을 갖고 있다.
휴매나는 포춘 500 목록에 올라 있다. 켄터키주에 있는 회사 중 가장 규모가 크다.

## 역사

### 1961-1993: 재택 간호 및 병원 사업
휴매나는 1961년 재택 간호(노인 간호) 회사로서 창립되었다. 창립자는 데이비드 존스(David Jones)와 웬델 체리(Wendell Cherry)였다. 그때 당시 이름은 익스텐디캐어(Extendicare)였다. 이윽고 이 회사는 미국에서 가장 큰 재택 간호회사가 되었다. 1972년 익스텐디캐어는 재택 간호 체인업 사업을 그만두고 병원을 구매하기 시작하였다. 1980년대에 들어서는 세계 최대의 병원 체인점 회사가 되었다.
1974년, 이 회사는 회사명을 휴매나(Humana Inc.)로 변경하였다. 그 다음 해, 이 회사는 급성장을 거듭하였다. 조직적으로도 크게 확장하였다. 1978년에는 아메리칸 메디코프 사(American Medicorp Inc.)를 흡수합병하여 세를 크게 불렸다. 1970년대 중반, 이 회사는 조기 착공 건설 프로세스를 따랐으며, 한 달에 병원 한 개씩을 쑥쑥 완공시켜나갔다. 프로세스들을 겹치게 수행해 나감으로써, 업계 평균보다 훨씬 빨리 병원 건설 프로젝트를 완수해나갔다. 이 건설 붐 가운데, 휴매나는 병원 건물 설계에 있어서, 이중 복도(double corridor) 설계를 개발해냈다. 간호 서비스 관련시설은 건물 가운데 안쪽에 두어서 간호사들은 그것을 이용하게 하고, 입원실은 그 바깥에 두는 식이었다. 환자와 간호사들간의 거리를 최소화하는 설계였다.
1985년 휴매나는 휴매나 심장 의료원을 루이빌에 완공하였다. 휴매나는 당시 선구적이었던 인공 심장 연구 결과물을 로버트 자르빅 및윌리엄 드브리스로부터 매입하였다.
1990년대 들어, 휴매나는 소비자 의료보험 기업으로 변신하였다. 1993년 병원 사업 부문을 자회사로 분리하였다. 갤런 헬스 캐어(Galen Halth Care)라는 이름이었는데, 나중에 콜럼비아/호스피털 코포레이션 오브 아메리카(Columbia/Hospital Corporation of America, HCA) 사로 흡수합병됐다.